# 이촌역
이촌(국립중앙박물관)역(Ichon(National Museum of Korea)Station, 二村(國立中央博物館)驛)은 서울특별시 용산구 이촌동과 용산동5가에 있는 수도권 전철 4호선과 수도권 전철 경의·중앙선의 전철역이자 환승역이다. 4호선 역의 병기역명은 국립중앙박물관으로, 인근에 국립중앙박물관이 있다. 수도권 전철 4호선은 이 역부터 쌍문역까지 지하 구간이다.

## 역사
- 1978년 12월 9일 : 수도권 전철 1호선 개통과 함께 영업 개시
- 1983년 9월 13일 : 서울 지하철 4호선 역명을 이촌역으로 결정[3]
- 1985년 10월 18일 : 서울 지하철 4호선 한성대입구 ~ 사당 구간 개통과 함께 환승역이 됨[4]
- 2005년 12월 15일 : 수도권 전철 1호선에서 수도권 전철 중앙선으로 분리와 함께 역번호를 K131에서 K111로 변경
- 2007년 8월 1일 : 서울 지하철 4호선 역에 병기역명 부여[5]
- 2011년 6월 1일 : 경원선 역 스크린도어 설치
- 2012년 12월 27일 : 박물관 나들길 개통과 함께 국립중앙박물관과 지하 보도로 연결

## 역 구조
두 노선 모두 2면 2선의 상대식 승강장이며, 스크린도어가 설치돼 있다.

### 4호선 승강장
| 신용산 ↑ |
| \| 상    |
| ↓ 동작   |

| 상행 | ● 수도권 전철 4호선 | 신용산 · 명동 · 동대문 · 창동 · 진접(경복대학) 방면 |
| 하행 | ● 수도권 전철 4호선 | 동작 · 사당 · 과천 · 금정 · 안산 · 오이도 방면      |

### 경의·중앙선 승강장
| ↑ 용산   |
| \| ２    |
| 서빙고 ↓ |

| 1 | ● 수도권 전철 경의·중앙선 | 용산 · 서강대 · 백마 · 금릉 · 문산 방면 |
| 2 | ● 수도권 전철 경의·중앙선 | 회기 · 망우 · 도농 · 덕소 · 지평 방면   |

## 역 주변
- 국립중앙박물관
- 국립한글박물관
- 동작대교
- 서울신용산초등학교
- 용강중학교[6]
- 용산가족공원
- 용산철도고등학교
- 용산세무서
- 용산청소년수련관
- 중경고등학교
- 한강시민공원
- 한강로우체국
- 한가람아파트
- 강촌아파트
- 이촌아파트
- 용산동6가
- 한강로지구대

## 이용객 변동
| 노선          | 노선   | 일평균 인원수 (명/일) | 일평균 인원수 (명/일) | 일평균 인원수 (명/일) | 일평균 인원수 (명/일) | 일평균 인원수 (명/일) | 일평균 인원수 (명/일) | 일평균 인원수 (명/일) | 일평균 인원수 (명/일) | 일평균 인원수 (명/일) | 일평균 인원수 (명/일) | 각주                  | 각주                  | 각주                  | 각주  |
| 노선          | 노선   | 2000년                | 2001년                | 2002년                | 2003년                | 2004년                | 2005년                | 2006년                | 2007년                | 2008년                | 2009년                | 각주                  | 각주                  | 각주                  | 각주  |
| ------------- | ------ | --------------------- | --------------------- | --------------------- | --------------------- | --------------------- | --------------------- | --------------------- | --------------------- | --------------------- | --------------------- | --------------------- | --------------------- | --------------------- | ----- |
| 1호선(중앙선) | 승차   | 1,326                 | 1,467                 | 1,327                 | 1,305                 | 3,109                 | 4,119                 | 4,907                 | 4,427                 | 4,146                 | 4,124                 | [ 7 ]                 | [ 7 ]                 | [ 7 ]                 | [ 7 ] |
| 1호선(중앙선) | 하차   | 583                   | 532                   | 760                   | 1,002                 | 2,819                 | 4,116                 | 4,964                 | 4,534                 | 4,279                 | 4,264                 | [ 7 ]                 | [ 7 ]                 | [ 7 ]                 | [ 7 ] |
| 4호선         | 승차   | 4,682                 | 4,633                 | 4,766                 | 4,788                 | 4,572                 | 6,281                 | 8,660                 | 7,504                 | 8,386                 | 9,758                 | [ 8 ]                 | [ 8 ]                 | [ 8 ]                 | [ 8 ] |
| 4호선         | 하차   | 5,651                 | 5,937                 | 5,988                 | 6,092                 | 5,937                 | 7,423                 | 9,461                 | 8,131                 | 8,842                 | 10,375                | [ 8 ]                 | [ 8 ]                 | [ 8 ]                 | [ 8 ] |
| 4호선         | 승하차 | 10,334                | 10,570                | 10,754                | 10,880                | 10,509                | 13,704                | 18,121                | 15,635                | 17,228                | 20,133                | [ 8 ]                 | [ 8 ]                 | [ 8 ]                 | [ 8 ] |
| 노선          | 노선   | 일평균 인원수 (명/일) | 일평균 인원수 (명/일) | 일평균 인원수 (명/일) | 일평균 인원수 (명/일) | 일평균 인원수 (명/일) | 일평균 인원수 (명/일) | 일평균 인원수 (명/일) | 일평균 인원수 (명/일) | 일평균 인원수 (명/일) | 일평균 인원수 (명/일) | 일평균 인원수 (명/일) | 일평균 인원수 (명/일) | 일평균 인원수 (명/일) | 각주  |
| 노선          | 노선   | 2010년                | 2011년                | 2012년                | 2013년                | 2014년                | 2015년                | 2016년                | 2017년                | 2018년                | 2019년                | 2020년                | 2021년                | 2022년                | 각주  |
| 경의·중앙선   | 승차   | 4,068                 | 4,102                 | 4,098                 | 4,127                 | 4,290                 | 5,302                 | 5,425                 | 5,441                 | 5,187                 | 5,078                 | 3,298                 | 3,477                 | 4,391                 | [ 7 ] |
| 경의·중앙선   | 하차   | 4,132                 | 4,117                 | 4,097                 | 4,098                 | 4,246                 | 5,253                 | 5,416                 | 5,410                 | 5,120                 | 4,979                 | 3,249                 | 3,413                 | 4,326                 | [ 7 ] |
| 4호선         | 승차   | 10,163                | 10,130                | 9,736                 | 9,648                 | 9,914                 | 9,506                 | 9,509                 | 9,784                 | 9,591                 |                       |                       |                       |                       | [ 8 ] |
| 4호선         | 하차   | 11,190                | 11,344                | 11,070                | 10,846                | 11,124                | 10,719                | 10,732                | 10,899                | 10,646                |                       |                       |                       |                       | [ 8 ] |
| 4호선         | 승하차 | 21,353                | 21,474                | 20,806                | 20,494                | 21,038                | 20,225                | 20,241                | 20,683                | 20,237                |                       |                       |                       |                       | [ 8 ] |

## 사진

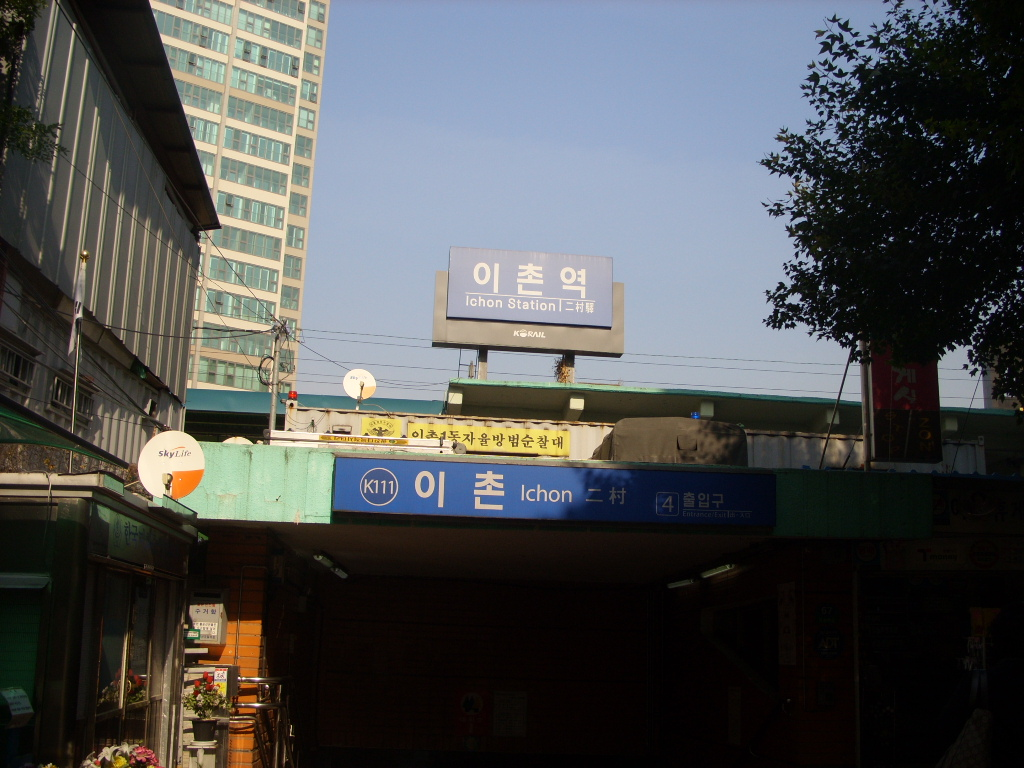
역사
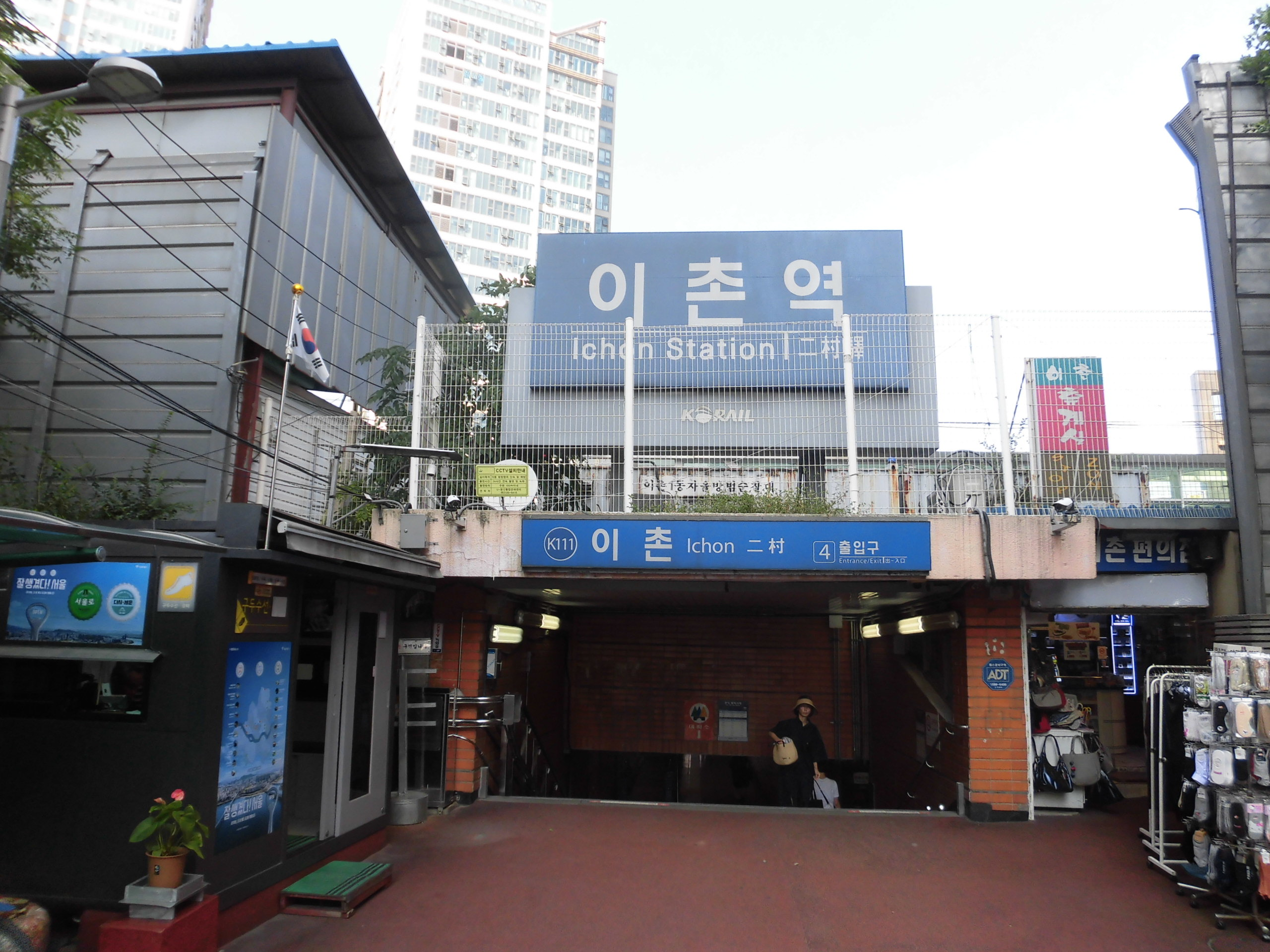
역사
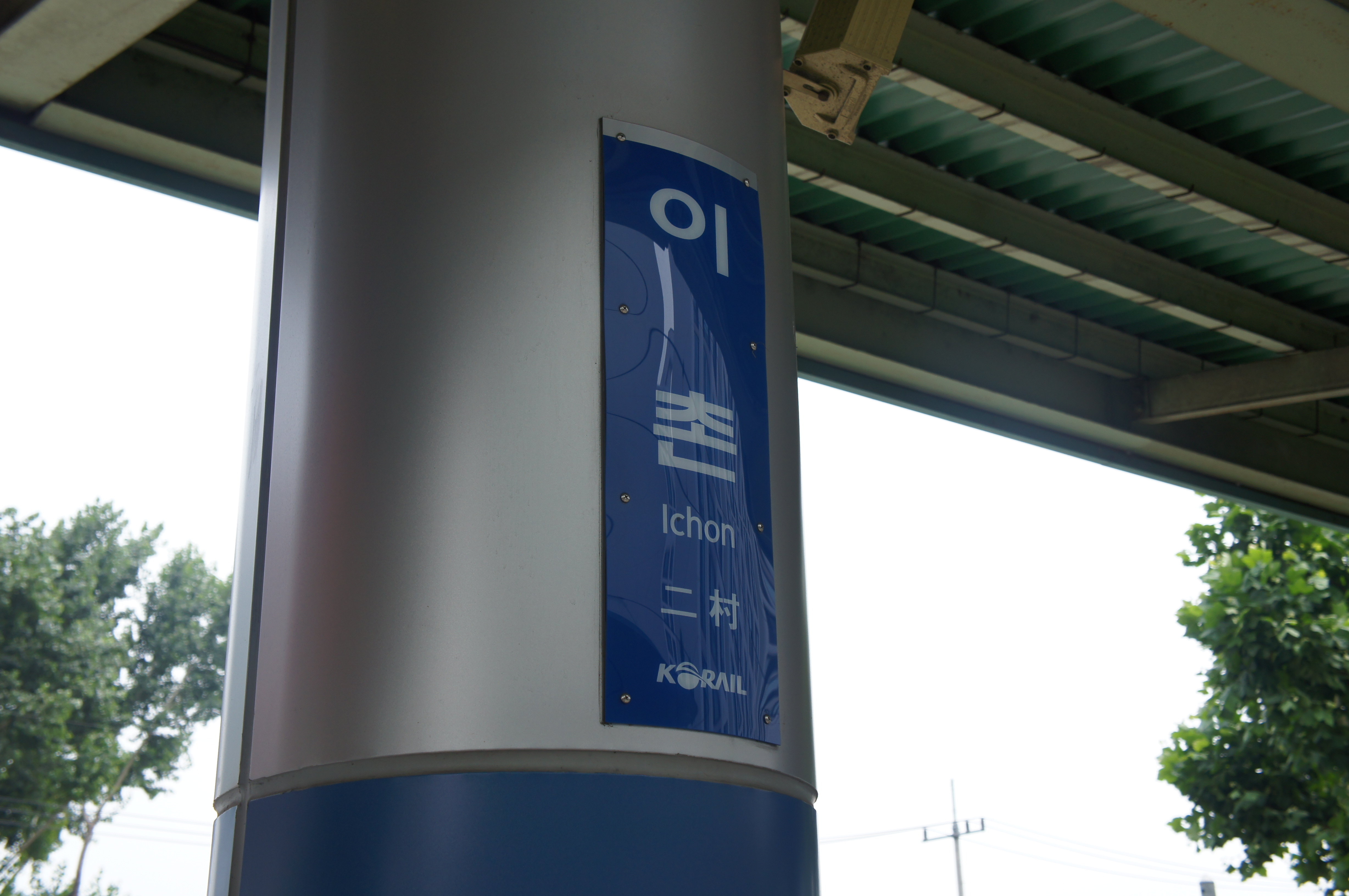
기둥형 역명판
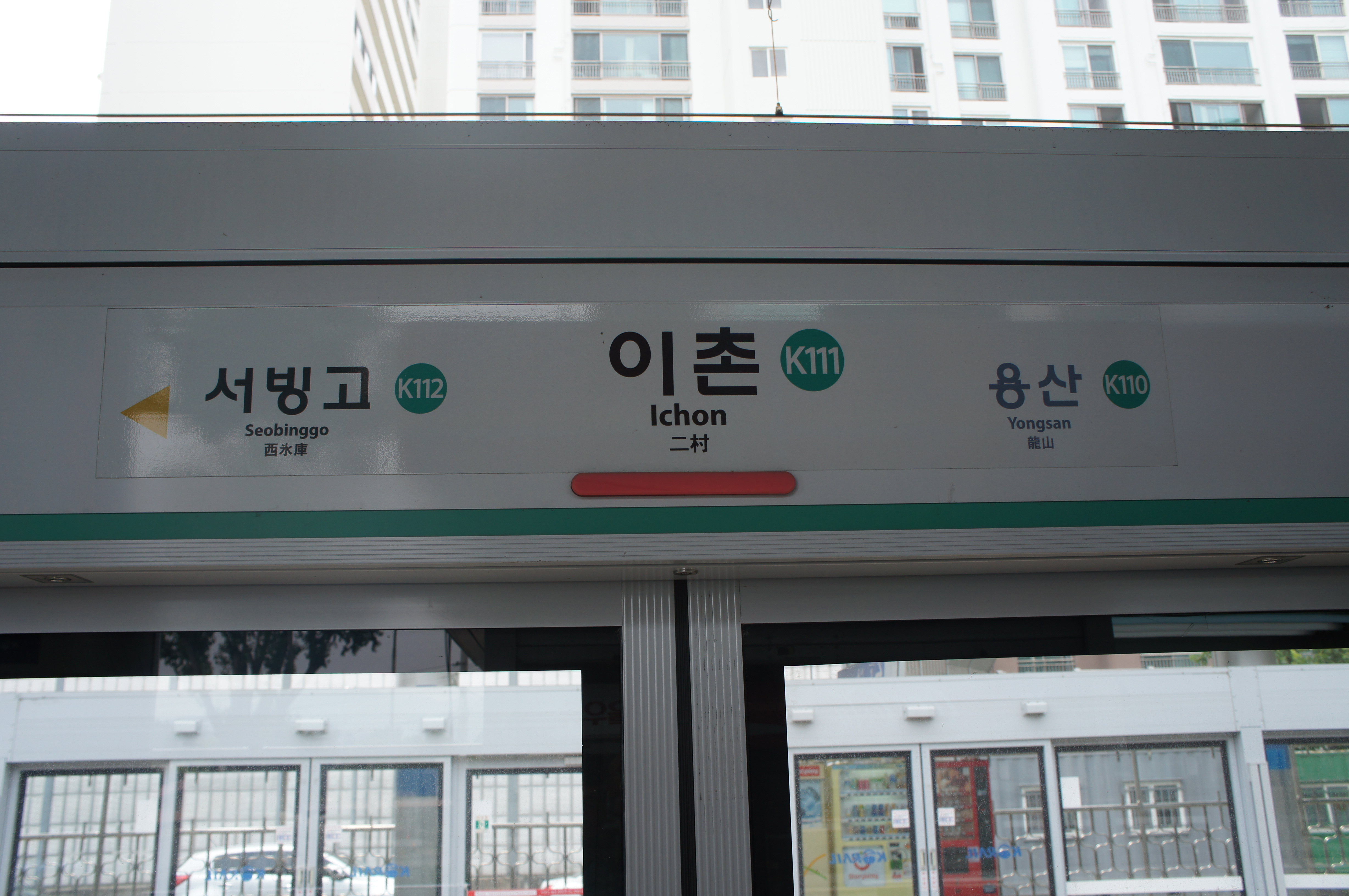
경의·중앙선 스크린도어
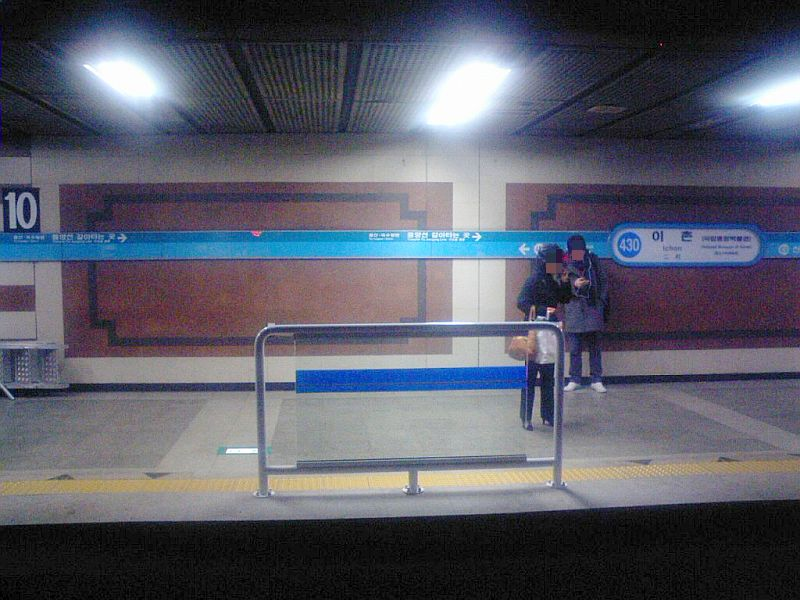
4호선 승강장 (스크린도어 설치전)

## 인접한 역
| 서울 지하철 4호선              | 서울 지하철 4호선                                    | 서울 지하철 4호선               |
| ------------------------------ | ---------------------------------------------------- | ------------------------------- |
| 429 신용산 진접 방면           | ● 수도권 전철 4호선                                  | 431 동작 오이도 방면            |
| 경원선                         |                                                      |                                 |
| K110 용산 문산 방면 문산 방면  | ● 수도권 전철 경의·중앙선 본선 완행 경의선 본선 급행 | K112 서빙고 지평 방면 용문 방면 |
| 이 역부터 전 역 정차 문산 방면 | ● 수도권 전철 경의·중앙선 중앙선 급행                | K114 옥수 용문 방면             |